# 小姓
小姓（こしょう）とは、武士の職の一つで、武将の身辺に仕え、諸々の雑用を請け負う。同音の「扈従（貴人に付き従う人）」に由来し、「小性」とも表記される。

## 中世の小姓
小姓の名は室町時代に現れ、室町幕府の将軍の近侍に「小姓衆」の語が見られる。
戦国時代の小姓には主に若年者が就いた。平時には秘書のような役割をこなした。戦時・行軍のときは特に主君の盾として命を捨てて守る役目が大きかったため、幅広い知識と一流の作法と武芸を身につけていなくてはならなかった。このため、成長すると主君の側近として活躍する者も多かった。

また、主君の戦国大名が小姓を男色の対象とした例も見られた。
豊臣秀吉、徳川家康は、大名家の子弟を小姓という名目で事実上人質にとっていた。

## 織田政権時代の小姓
織田信長は側に仕える若い侍たちをよく引き立て、馬廻・小姓として育成したことで知られる。歴史学者の谷口克広は、「織田信長の改革が成功したのは、馬廻や小姓として育成した人々がよく覇業を支えたからだ」と述べ、小姓・馬廻・近習などの信長側近についての研究を行った。谷口の研究によれば、史料（『信長公記』など）では「御馬廻集」「御小姓集」と分けて書かれていても、実際の職務を分けるのは困難であり、かつ、信長の小姓は20歳を超えていても小姓と呼ばれているケースが多いとしている。 谷口によれば、織田政権では森成利（蘭丸） は小姓のままで5万石の大名に成るなど、小姓の地位が高いこと、戦陣での信長の護衛及び切り込み隊長、平時には内政を行うのが特徴である。信長は桶狭間の戦いのようにしばしば小姓・馬廻だけで敵陣を奇襲することがあり、その際には小姓が切り込み隊長を兼ねたことがあり、武勇に優れた人物が選抜された。前田利家・丹羽長秀・池田恒興は小姓から出世している。前田・森のように男色の対象であったものも含まれていた。なお、小姓から出世すると「馬廻」という親衛隊長となり、その上は行政職の管理職である奉行もしくは地方武将の与力大名、更に国持大名であった。また、小姓や奉行になれるのは元々武士身分の人に限られ、例えば力士などは信長から扶持を与えられても名字を名乗ることが出来ず、「たいとう」「ひし屋」などの力士は馬揃えのときの刀持ちをしているが、家臣であっても小姓にはなれなかった。また、奇襲攻撃に参加した下人（馬丁や荷物持ち）が功績を上げても、侍身分への抜擢は行われても小姓にはなれず、身分的な格差が存在していた。
英語圏の俗説で、黒人弥助が小姓になったとするものが有るが、谷口の研究した小姓のリスト及び、江戸時代初期の1643年に浅井玄卜が作成した織田政権家臣団の名簿『総見公武鑑』には弥助の名前が存在しない。

## 江戸時代の小姓
幕府や諸藩の職制に小姓が見られる。江戸時代の小姓は、秘書としての役割を側用人・側衆・近習出頭役・御側御用取次役・右筆等に譲り、主君に近侍して、小納戸役と協力して身辺の雑務に従い、日常生活に関する取次を行った。建前上の役目の第一は、将軍・藩主などの主君の警護であった。

### 江戸幕府の小姓
江戸幕府の小姓は、よく似た名称の小姓組（表御殿の警備を行う番方）や中奥小姓（表御殿の儀礼に従事）と区別するために奥小姓、側小姓、近習小姓ともいう。若年寄支配で、役高500石、小禄（家禄1000石以下）の者は役料300俵を支給された。就任すると1年ほどで従五位下に叙任される諸大夫役。
人数は20人から30人で、同輩中の世話役が小姓頭取を務めた。多い時には40人ほどいて、交代で将軍に近似し、将軍が中奥で就寝するときは、近くの部屋で宿直した。
中奥小姓、小納戸などから登用され、留守居、百人組頭、徒頭、新番頭、先手頭、目付、小納戸頭取などさまざまな役職に転任した。

### 諸藩の小姓
諸藩の小姓は、藩ごとに職務や地位が異なる。藩によっては小（児）小姓、中小姓、大小姓などに分かれる。小姓より小納戸役の方が上席である場合もある。また、米沢藩や紀州藩、柳河藩などでは小姓や小納戸役を統括する小姓頭が置かれた。
藩主の中には、元服したての優秀な若い藩士を小姓・側用人等に任じて、将来自分の手足として働けるような人材に育成する事を心がける藩主もいた。例えば、永代家老の嫡子・総領として生まれた場合は、小姓→用人職（側用人を含む）→家老職、あるいは、小姓→家老見習い→家老職と、班を進めることが多かった。また、藩主の元服前の男子のお相手役・側衆として、上級家臣の子弟が、部屋住み身分で小姓として、召し出されることもあった。小姓は物理的に主君に最も近い位置で奉公し、その警護と枢機に与ったため、小姓に任じられた者は、親族を含む他家との交際を禁止する藩もあった。

## 著名な小姓経験者
※ 上記以外のものを挙げる。（ ）内は小姓時代の主君。ただし戦国時代のものについては死後数十年から数百年経過した二次史書によるものもあり、信憑性は保障できない。
- 堀秀政 - （織田信長）
- 森成利（蘭丸） - （織田信長）
- 前田利家 - （織田信長）
- 片倉景綱 （小十郎）- （伊達輝宗）
- 直江兼続 - （上杉景勝）
- 石田三成 - （豊臣秀吉）
- 井伊直政 - （徳川家康）
- 松平信綱 - （徳川家光）
- 柳生三厳 - （徳川家光）
- 田沼意次 - （徳川家重）
- 市村鉄之助 - （土方歳三）
- 高嶺秀夫 - （松平容保）
- 立見尚文 - （松平定敬）